# Yversay
Yversay ist eine französische Gemeinde mit 636 Einwohnern (Stand 1. Januar 2022) im Département Vienne in der Region Nouvelle-Aquitaine. Sie liegt 2 Kilometer westlich von Neuville-de-Poitou, 14 Kilometer nordwestlich von Poitiers und 87 Kilometer südwestlich von Tours.

## Bevölkerungsentwicklung
| Jahr      | 1962 | 1968 | 1975 | 1982 | 1990 | 1999 | 2007 |
| Einwohner | 198  | 217  | 182  | 220  | 237  | 246  | 258  |